# 曼弗雷德·宾茨
曼弗雷德·宾茨（德語：Manfred Binz，1965年9月22日—），德国前男子足球运动员，场上位置是后卫。他曾代表德国国家队参加1992年欧洲足球锦标赛，结果队伍获得亚军。